# Tű
A tű  olyan eszköz, amellyel szöveteket és másféle szálas anyagokat közvetlenül v. közvetve összetűznek. Megkülönböztetünk tűző- és kapcsolótűket, továbbá varró- és fűzőtűket. Az első csoport legelterjedtebb alakja a gombostű, a másodiknak a kézi varrótű.

## A tű fajtái

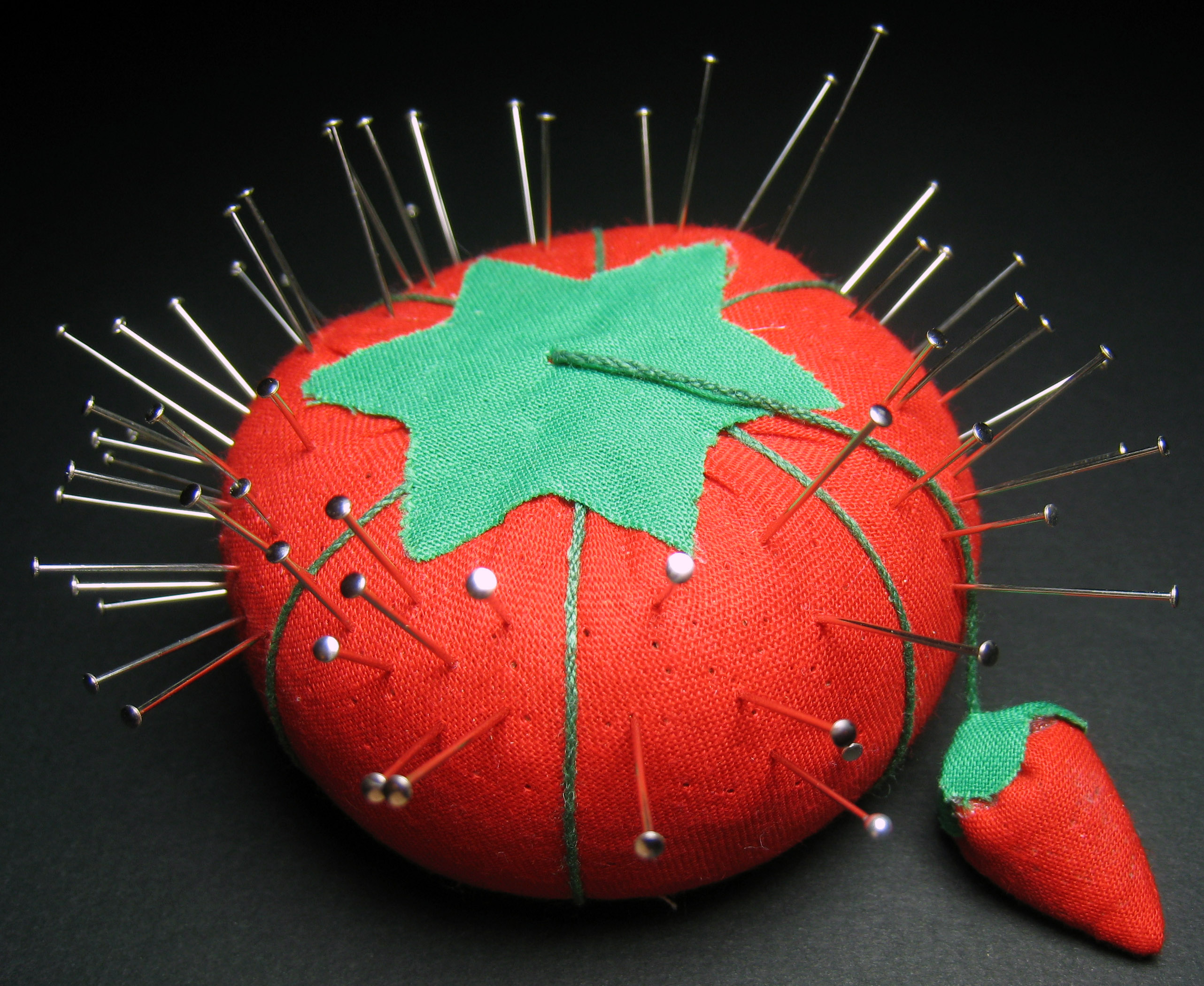
Tűpárna

- Varrótű – olyan tű, amit varrásnál használnak, különféle textil- vagy bőrtermékek előállításánál. A tű végének hegyesnek kell lennie, hogy könnyen átszúrja a szövetet. A varrótű heggyel ellentétes végén nyílás van, ebbe kell a varráshoz használt cérnát belefűzni. A varrótű kiinduló anyaga rendszerint acélhuzal.
- Gombostű – olyan tű, amit anyagok egymáshoz rögzítésére használnak. A gombostű végének hegyesnek kell lennie, hogy könnyen átszúrja az anyagot. A gombostű feje gömb formájú, T alakú vagy lapos kalap formájú. A kézműves gombostűnek ráillesztett, a gyáriparinak pedig duzzasztott feje van.
- Dekor-gombostű – kerek fejű, dekoratív kinézetű gombostű, aminek a fejecskéje általában különböző színű műanyagból készül. Az alapfunkción kívül díszítő szerepük is van: ajándékok csomagolásához, tartozékok-kiegészítők készítéséhez, szalagok, zsinórok rögzítéséhez, továbbá a virágkötészetben is használják.
- Biztosítótű – olyan tű, aminek a hegyes vége biztonságosan bezárható, s ez védelmet nyújt a véletlen szúrás ellen. Modern formájában 1849-ben jelent meg. A legkülönfélébb célokra használják, például díszítésre is – ekkor gyöngyöt vagy más függesztéket rögzítenek rá.
- Nyakkendőtű – hagyományos férfiékszer, melynek az a rendeltetése, hogy a nyakkendőt az inghez erősítse. A 19. században és a 20. század elején volt igazán divatos. A nyakkendőtű fejrésze különböző anyagokból készült, például nemesfémből, drágakövekből, gyöngyből. Sokszor egy speciális erősítés védte a kieséstől. Ma már főként amerikai, elegáns uraknak viselése nem ajánlott.
- Kalaptű – ékszer, amivel a fejfedőt a frizurához rögzítették, vagy a fejfedőhöz különféle díszítő elemeket. Használata főleg a 19. században és a 20. század elején volt divatos. A nyakkendőtűtől abban különbözik, hogy a tűrésze hosszabb. A fejrésze szintén dekoratív, és gyakran értékes anyagokból készül.
- Hajtű – frizura díszítésére és kialakítására szolgál, az ékszerek egyik legősibb formája. Napjainkban népszerű a hullámcsat, ami kordában tartja a hajfürtöket.
- Rajzszög – valaminek (leggyakrabban papír vagy szövet) egy szilárd felülethez való rögzítésére szolgál. A tűrésze rövid, a fejrésze pedig magas, vagy széles és lapos.
- Rovartű – speciális tű, ami a gombostűnél hosszabb és vékonyabb, apró feje van, gyűjteményekben a rovarok rögzítésére való.
- Kötőtű, horgolótű – kötéshez ill. horgoláshoz használt eszköz, amellyel a fonalakat kézi munkával vagy géppel szemekké formálják.

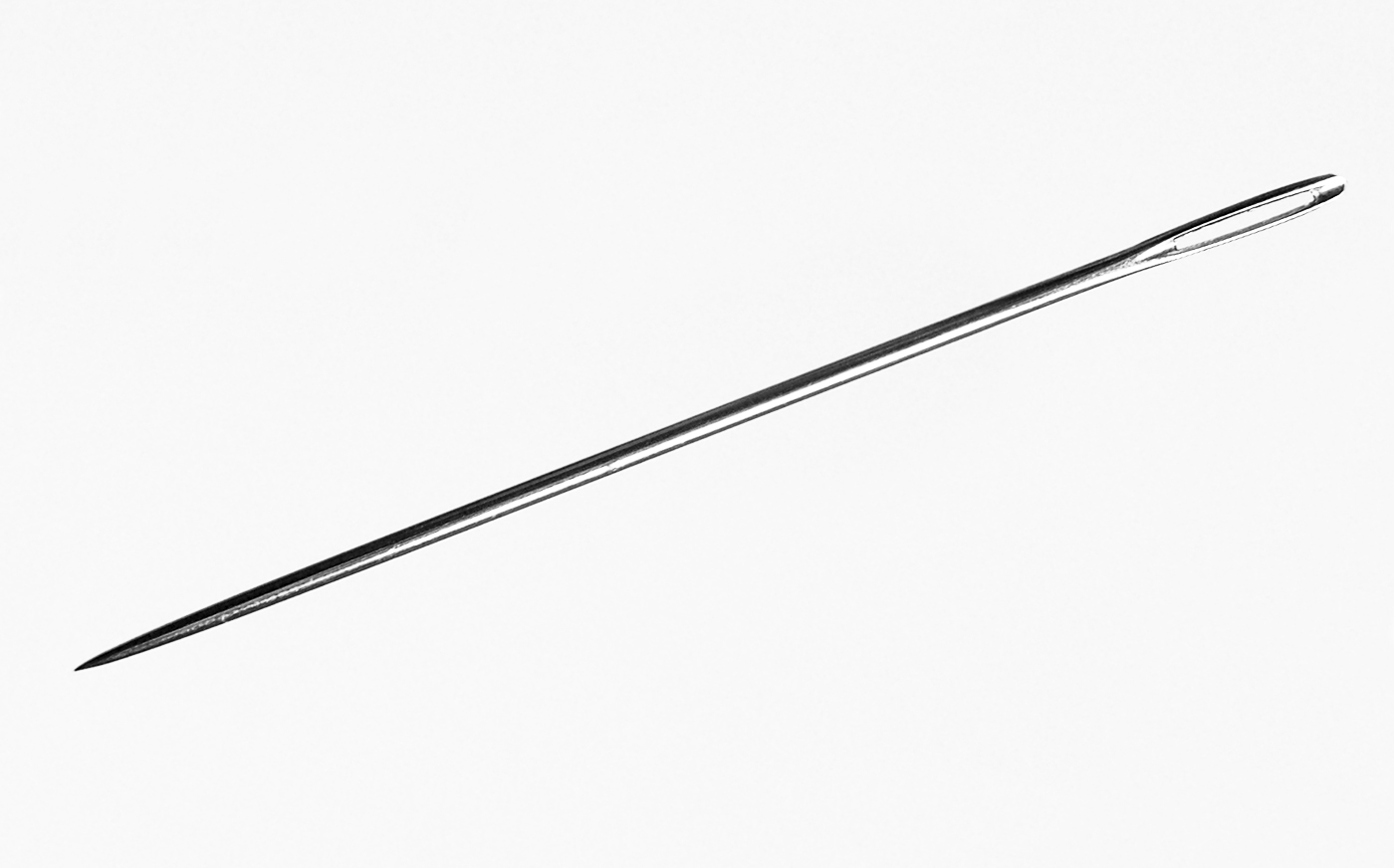
Varrótű
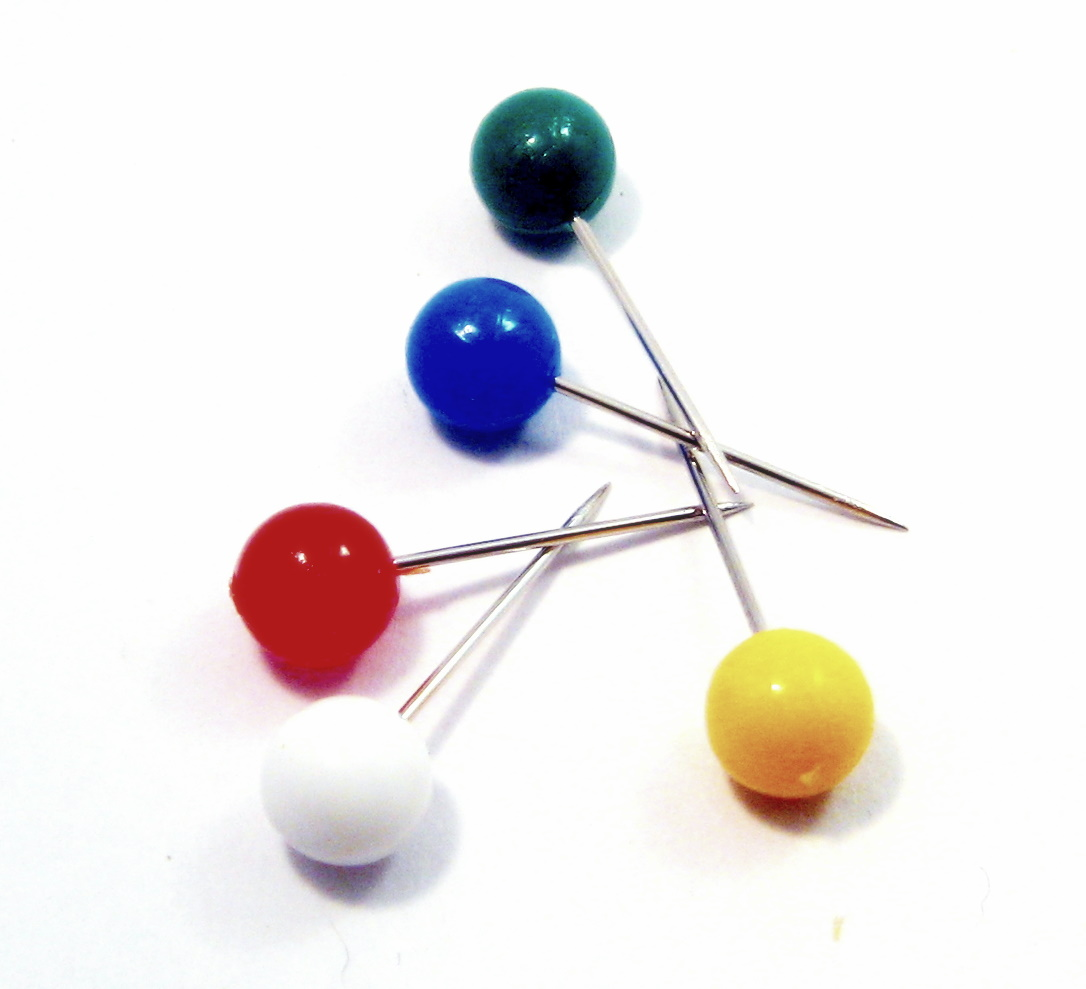
Dekor-gombostű
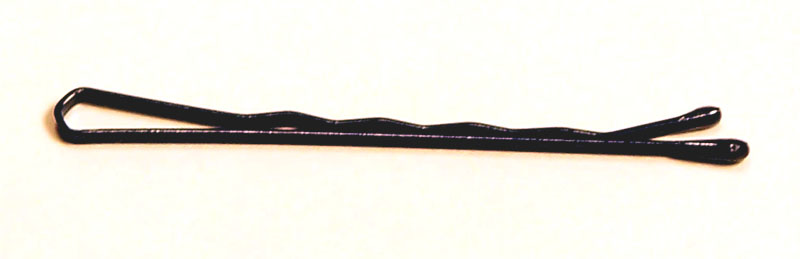
Hullámcsat
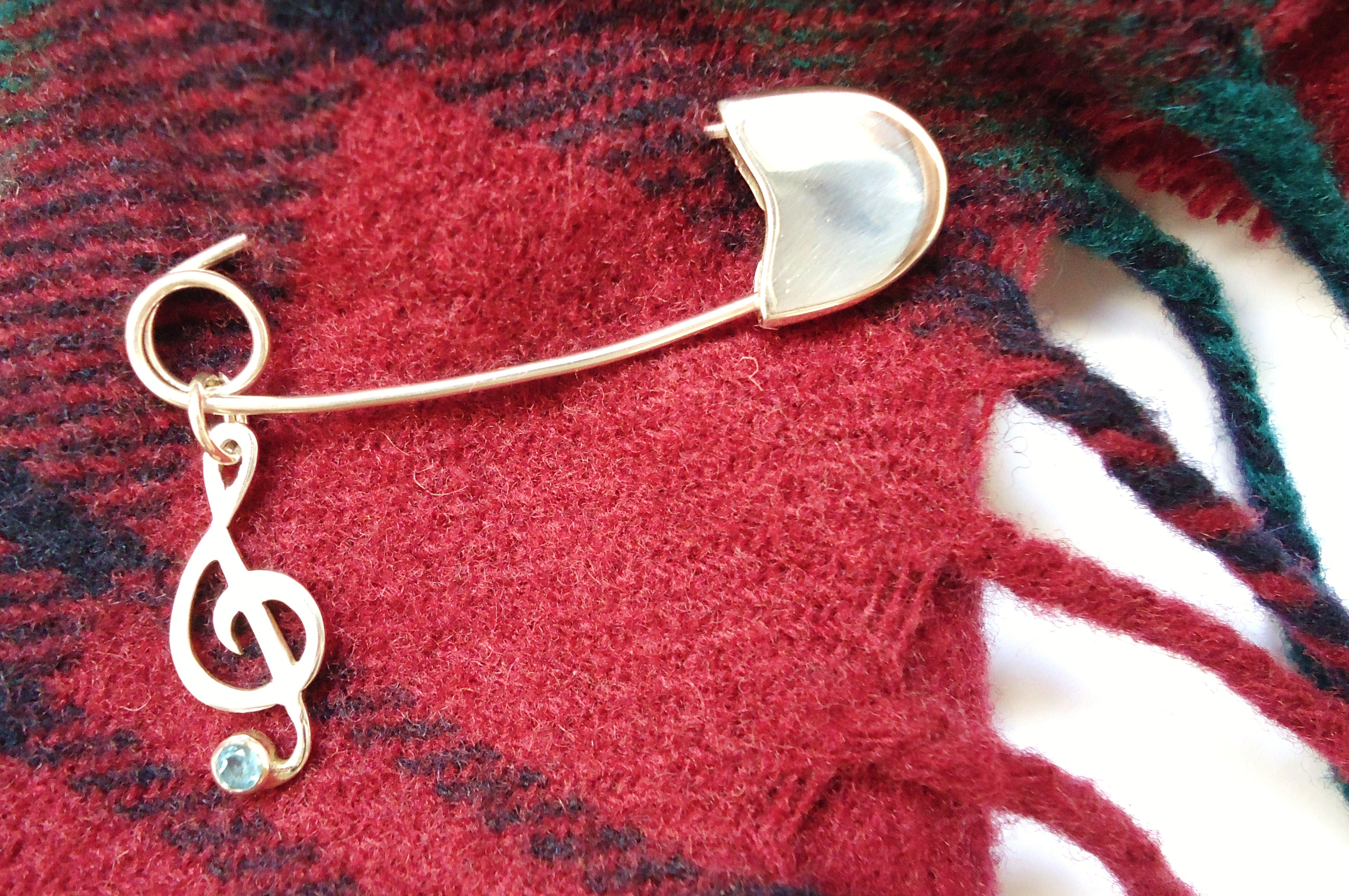
Violinkulcsos biztosítótű, ezüst
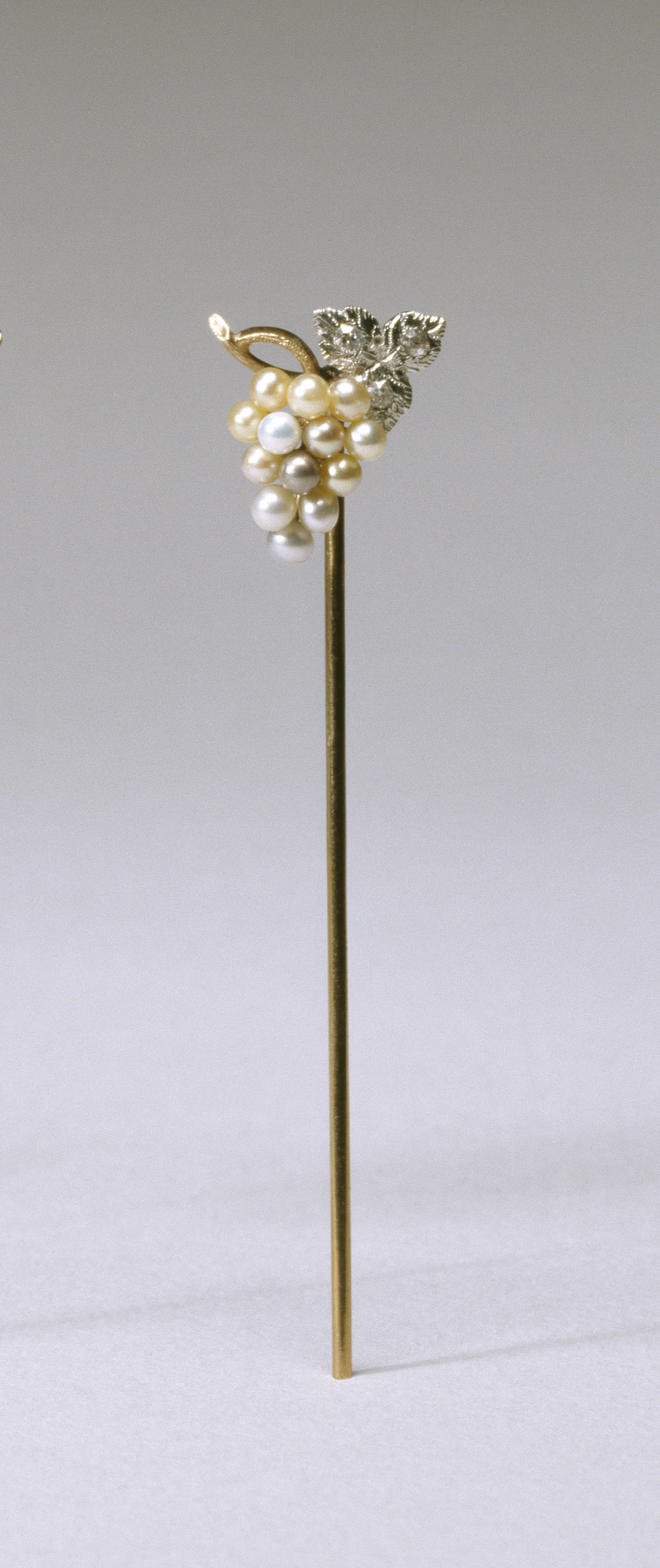
Nyakkendőtű
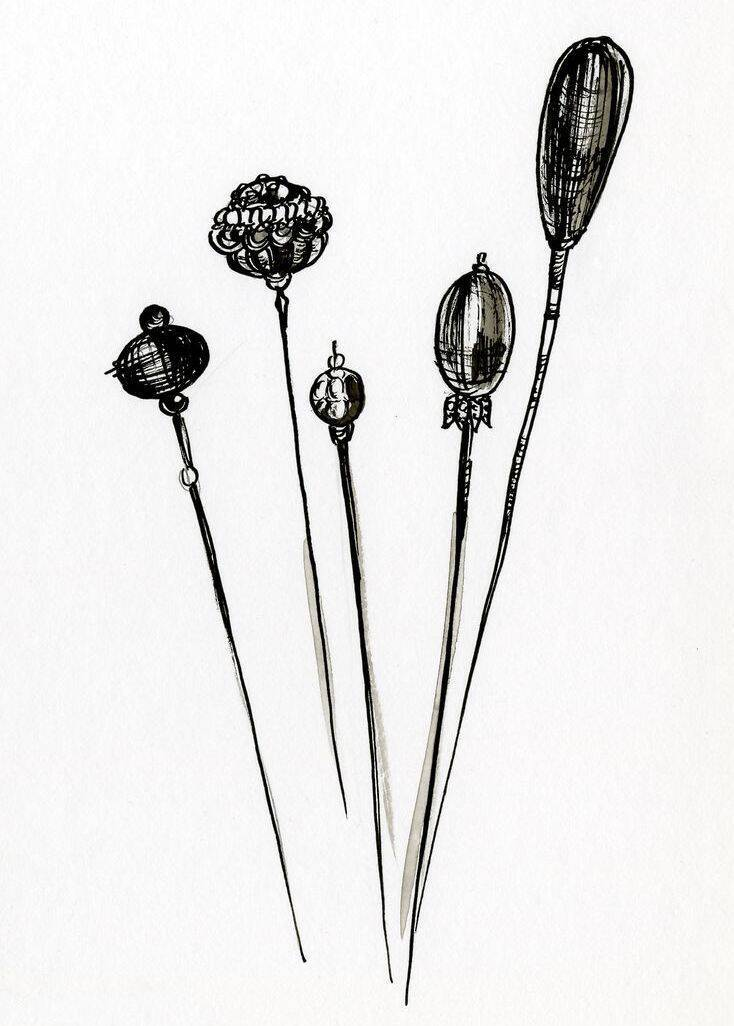
Kalaptű
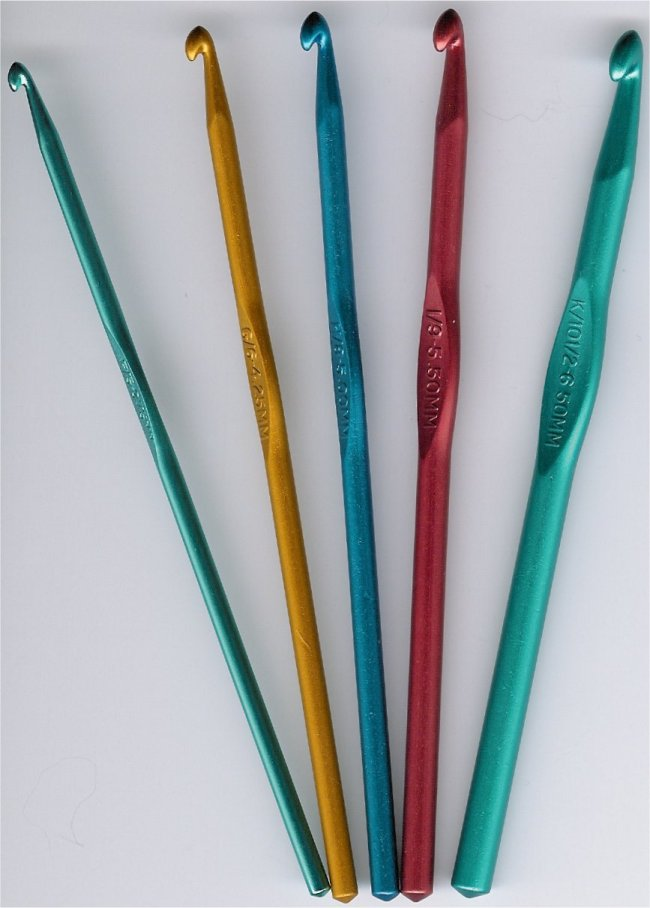
Horgolótű
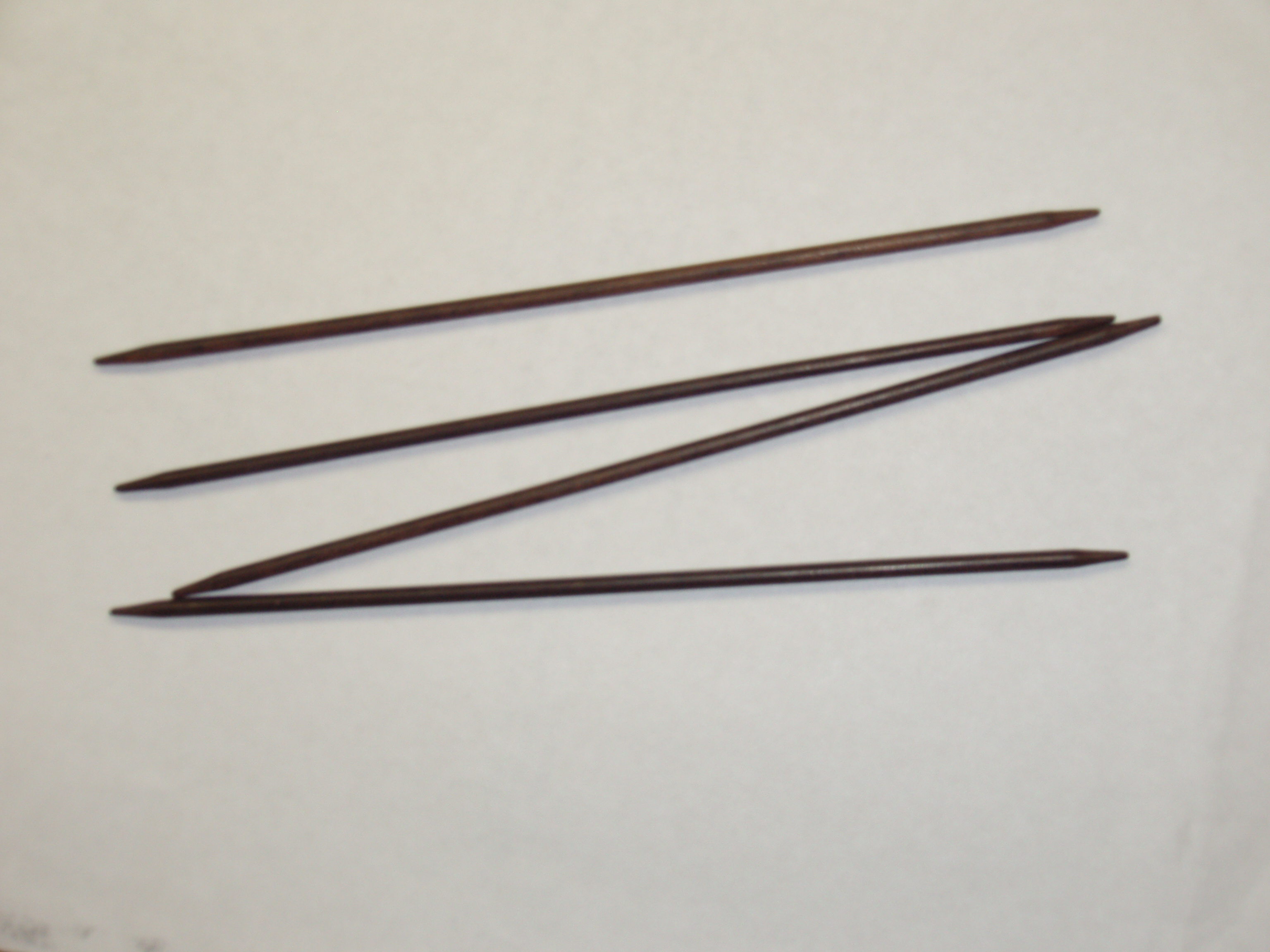
Mindkét végén hegyes kézikötő-tű
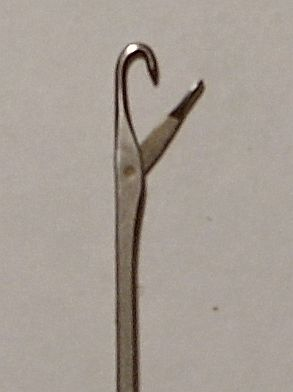
Kötőgép-tű

## A tű története

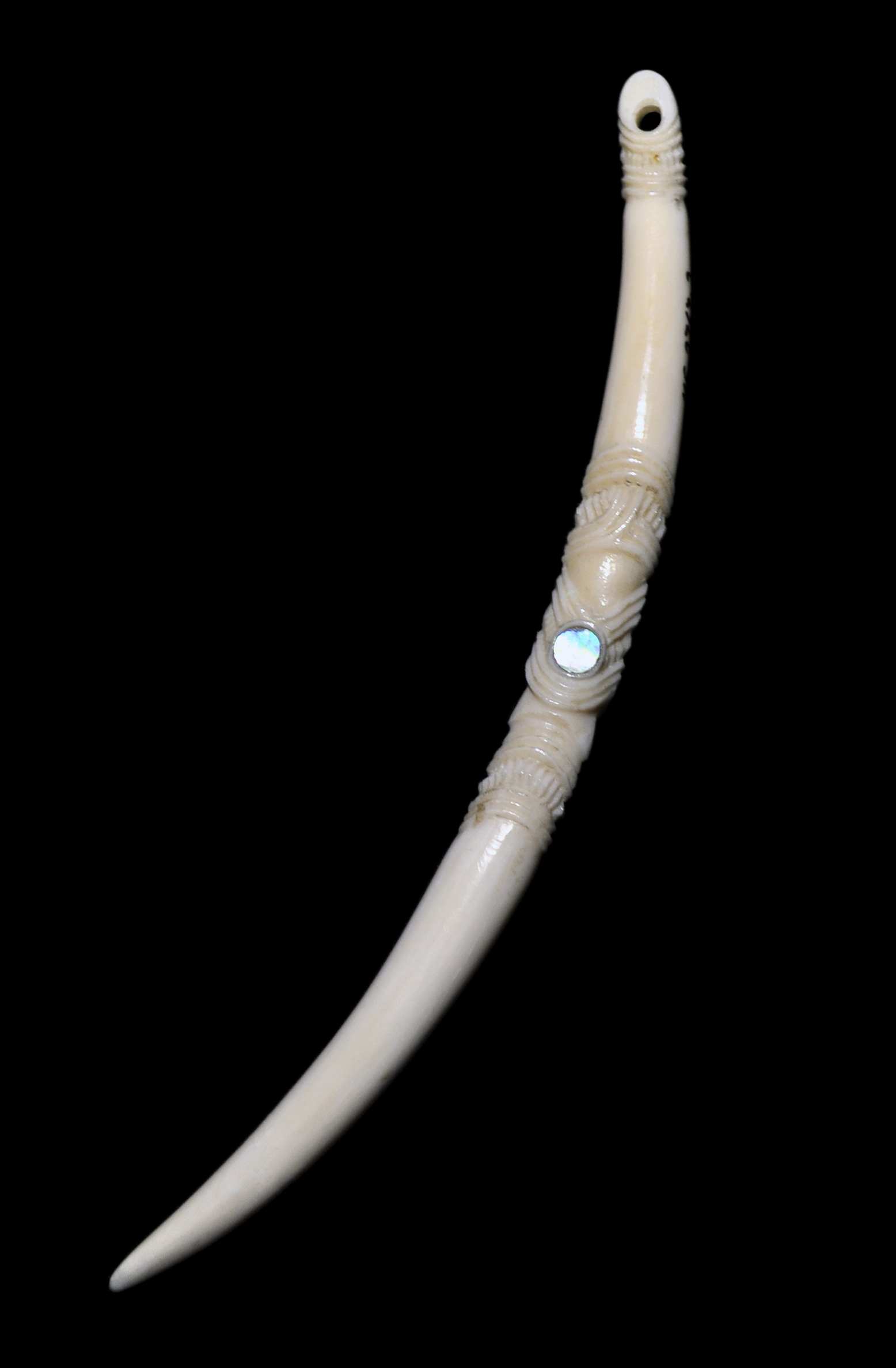
Kabáttű. Maori kultúra. Csont és tengeri fülcsiga (Haliotis) héja

A történelem folyamán valószínűleg növények tövisei és tüskéi szolgáltak tűként, amit néhány nyelvben – így a magyarban is – a tű szó etimológiája bizonyít. A paleolit kor emberei és a modern bennszülöttek, a fémet nem ismervén, a tűt csontból és kagyló/csigahéjból készítették. Például a gyeniszovai barlangból előkerült lelet mutatja, hogy a hidegebb éghajlatra költözés már több tízezer évvel ezelőtt is megkövetelte a ruházkodáshoz szükséges eszközök használatát.
Az első fémtűk a bronzkorban jelentek meg. Az öltözet és a frizura tűvel való díszítése az ősi kelet – az Ősi Egyiptom és az Ősi Mezopotámia – kultúráira jellemző volt a Kr. e. III–II. évezredekben. Európában díszített vastűket a hallstatti régészeti kultúra ideje óta használnak. 
A tűt leggyakrabban aranyból, ezüstből vagy rézből készítették. A tű jelentős régészeti leletnek minősül, mivel az adott kultúrára jellemző mintázattal díszítették, s ezzel lehetővé teszi az adott kultúra megismerését. Például a Kr. e. I. évezredből származó iráni bronztűk a lapos fejükön emberi, állati alakokat, jellegzetes díszítéseket ornamentumokat ábrázolnak. A hettiták arany hajtűje, ami mákgubót formáz, és a Kr. e. II. évezred közepéből származik, azt sugallja, hogy a hettiták ismerték az ópium-mákot.

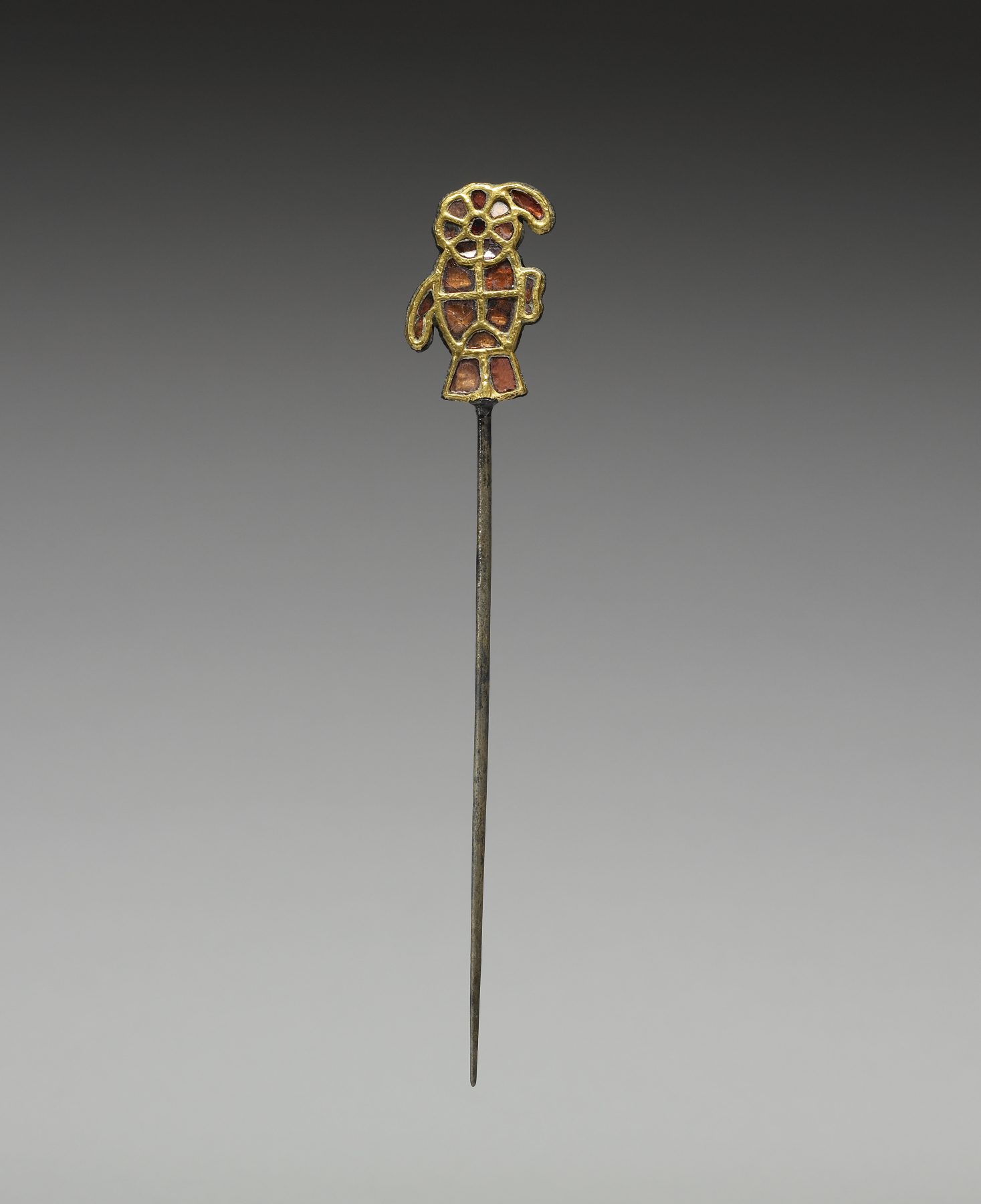
Frank madárfejű hajtű, 6. század

Az etruszkok, és ennek következtében a rómaiak is ismerték az arany dísztűket. Ezeket az antik tűket gyöngyökkel, drágakövekkel, láncocskákkal és gyöngyszemes medálokkal ékesítették. A Római Birodalom szétesése után a dísztűket barbár mesterek, pl. frankok készítik.
A kínai nők ősidők óta drága csatokat és tűket használtak a frizurájuk díszítésére.
A gombostű akkor jelent meg, amikor a ruhát konkrétan az adott személy számára kellett szabni. Az olyan tű, aminek a fejrésze karika formában van hajlítva, a 15. században jelent meg. Ugyanakkor sokáig a dísztűk domináltak a varrótűk felett, melynek eredményeképpen ez utóbbiból hiány lépett fel. VIII. Henrik angol király uralkodása idején törvényt hoztak, ami – speciális napokat kivéve – minden napra megtiltotta a tű árusítását. Azt remélték ettől, hogy a tűhiány megszűnik, de a helyzet csak rosszabbá vált, és néhány év múlva eltörölték a törvényt.
1590-ben a Németországból meghívott Godfried Bex építette meg Londonban az első huzalgyártó malmot, hogy tűket lehessen készíteni. A 18. században kezdtek megjelenni a varrótű tömeggyártására való gépek. Például a John Hoy által feltalált gép napi 60 ezer tű gyártását tette lehetővé. Az újfajta tűt, a biztosítótűt, a 19. század közepén találták fel Angliában.
A varrótűkkel párhuzamosan továbbra is léteznek a dísztűk is. A 19. században kezdenek a férfiak nyakkendőt hordani, amit speciális dekoratív nyakkendőtűvel szúrnak át, a nők pedig ehhez hasonló, de hosszabb kalaptűket viselnek.

## Tűvel kapcsolatos szólások, közmondások
- Tűkön ül = kínzó türelmetlenséggel, nyugtalansággal vár, várakozik.
- Tűvé tesz valamit [mindent tűvé tesz] valakiért, valamiért = aprólékos gonddal keresi.
- Nem győzte tűvel, cérnával = nem volt már több türelme[4]

## Fordítás
- Ez a szócikk részben vagy egészben  a(z)   Булавка című orosz Wikipédia-szócikk ezen változatának fordításán alapul.  Az eredeti cikk szerkesztőit annak laptörténete sorolja fel. Ez a jelzés csupán a megfogalmazás eredetét és a szerzői jogokat jelzi, nem szolgál a cikkben szereplő információk forrásmegjelöléseként.